# Bordeaux Open 1981
L'ATP Bordeaux 1981 è stato un torneo di tennis giocato sulla terra rossa. È stata la 3ª edizione dell'ATP Bordeaux, che fa parte del Volvo Grand Prix 1981. Il torneo si è giocato a Bordeaux in Francia, dal 21 al 27 settembre 1981.

## Campioni

### Singolare maschile
Andrés Gómez ha battuto in finale  Thierry Tulasne con il punteggio di 7–6, 7–6, 6–1

### Doppio maschile
Andrés Gómez /  Belus Prajoux hanno battuto in finale  Jim Gurfein /  Anders Järryd con il punteggio di 7–5, 6–3